# Kanton Charleville-Mézières-3
Der Kanton Charleville-Mézières-3 ist ein französischer Wahlkreis im Département Ardennes in der Region Grand Est. Er umfasst einen Teilbereich der Stadt Charleville-Mézières und eine weitere Gemeinde im Arrondissement Charleville-Mézières. Durch die landesweite Neuordnung der französischen Kantone wurde er 2015 neu geschaffen.

## Gemeinden
Der Kanton besteht aus zwei Gemeinden und Gemeindeteilen mit insgesamt 15.814 Einwohnern (Stand: 1. Januar 2022) auf einer Gesamtfläche von 14,89 km²:
| Gemeinde                      | Einwohner 1. Januar 2022 | Fläche km² | Dichte Einw./km² | Code INSEE | Postleitzahl |
| ----------------------------- | ------------------------ | ---------- | ---------------- | ---------- | ------------ |
| Charleville-Mézières          | 14.254                   | 8,76       | 1.627            | 08105      | 08000        |
| Montcy-Notre-Dame             | 1.560                    | 6,13       | 254              | 08298      | 08090        |
| Kanton Charleville-Mézières-3 | 15.814                   | 14,89      | 1.062            | 0806       | –            |

1. ↑   Nur der östliche Teil der Gemeinde, der Rest verteilt sich auf die Kantone Charleville-Mézières-1, Charleville-Mézières-2 und Charleville-Mézières-4.

## Politik
| Vertreter im Departementrat | Vertreter im Departementrat   | Vertreter im Departementrat |
| Amtszeit                    | Namen                         | Partei                      |
| --------------------------- | ----------------------------- | --------------------------- |
| 2015–2021                   | Robert Chauderlot Else Joseph | DVD LR                      |
| 2021–                       | Robert Chauderlot Else Joseph | DVD LR                      |